# Hrabstwo Nodaway
Hrabstwo Nodaway (ang. Nodaway County) – hrabstwo w stanie Missouri w Stanach Zjednoczonych. Obszar całkowity hrabstwa obejmuje powierzchnię 877,75 mil2 (2 273 km²). Według danych z 2010 r. hrabstwo miało 23 370 mieszkańców. Hrabstwo powstało w 1845 roku, a jego nazwa pochodzi od rzeki Nodaway.

## Sąsiednie hrabstwa
- Hrabstwo Page (Iowa) (północny zachód)
- Hrabstwo Taylor (Iowa) (północ)
- Hrabstwo Worth (północny wschód)
- Hrabstwo Gentry (południowy wschód)
- Hrabstwo Andrew (południe)
- Hrabstwo Holt (południowy zachód)
- Hrabstwo Atchison (zachód)

## Miasta
- Barnard
- Burlington Junction
- Clearmont
- Conception Junction
- Elmo
- Graham
- Hopkins
- Maryville
- Parnell
- Pickering
- Quitman
- Ravenwood
- Skidmore

## Wioski
- Arkoe
- Conception (CDP)
- Clyde
- Guilford